# دوسان دراگوساواچ
دوسان دراگوساواچ (سیریلیک صربی: Душан Драгосавац؛ ۱ دسامبر ۱۹۱۹ – ۲۱ دسامبر ۲۰۱۴) سیاست‌مدار اهل کرواسی بود.
دوسان دراگوساواچ در ۲۱ دسامبر ۲۰۱۴، در سن ۹۵ سالگی درگذشت.